# 王譚
王 譚（おう たん、? - 紀元前16年）は、前漢後期の人物。字は子元。魏郡元城県委粟里の出身。
王禁の子で、成帝の生母の皇太后王氏（王政君）、及び成帝の執政（大将軍）となった王鳳の異母弟。河平2年（紀元前27年）に弟4人（王商・王立・王根・王逢時）と共に列侯（平阿侯）に封ぜられ、「五侯」と呼ばれた。
生存している兄弟の中では王譚が王鳳の次の順番だったが、王鳳と仲が悪く彼に仕えようとせず、また傲慢であった。そのため、王鳳が重病になった際、成帝が執政の後継者について「王譚が次の執政であろうな」と尋ねたところ、王鳳は自分の従兄弟である御史大夫王音を推薦し、陽朔3年（紀元前22年）王鳳が死ぬと、王譚ではなく王音が後継者となった。
成帝は王譚を執政の代わりに位特進とし、城門の兵を指揮させようとしたが、谷永の進言により王譚は謙譲の姿勢を示して辞退し、それから王音と王譚の仲が険悪になった。
永始元年（紀元前16年）に王譚は死亡し、安侯と諡された。平阿侯は子の王仁が継いだ。王仁は元始4年（4年）に王莽に殺された。平阿侯はその子の王述が継いだが、建武2年に死亡して断絶した。
王譚の子には後継ぎの王仁のほか、哀帝が皇太子の時に太子庶子、即位後に侍中騎都尉となった王去疾、その弟の王閎がいる。